# Tassilão III da Baviera
Tassilão III (741 — 794) foi o duque da Baviera de 748 a 788, o último da casa dos Agilolfings. Filho do duque Odilo da Baviera, filha de Carlos Martel.

## Biografia
Tassilão é o filho do duque Odilão, da Baviera, e de Hiltruda, filha natural de Carlos Martel. É, portanto, sobrinho de Pepino, o Breve e um primo de Carlos Magno. Este vínculo de parentesco com os Carolíngios permitiu que sua mãe se tornasse regente do ducado da Baviera a partir de 748.
Em 757, no Conselho de Compiègne, Tassilão jurou lealdade ao rei dos Francos, e, assim, tornou-se vassalo de Pepino, o Breve. No entanto, ele seguiu uma política de independência do Reino Franco.
Na construção da regra sobre a riqueza dos mosteiros, ele promoveu as missões de conversão dos Eslavos da Caríntia, estabelecida entre o Drava e o Sava. Quando os Eslovenos são ameaçados pelos Ávaros, Tassilão torna-se seu protetor. 
Apesar de ter se casado em 763 com Liutberga, filha de Desidério, rei dos Lombardos, ele não interveio quando Carlos Magno atacou o Reino Lombardo em 773-774, colocando um fim ao reinado de Desidério e tornando-se rei dos Lombardos. A Baviera passou, então, a ficar desprovida de qualquer suporte na Itália, especialmente, após a anexação do Friuli por Carlos Magno.
Após a anexação, Carlos Magno solicita a Tassilão que confirme a sua fidelidade ao fazer um novo juramento no ano de 781. O duque compromete-se a render-se à assembleia de Worms, com a condição de que o rei dos Francos lhe reserve reféns, para garantir sua segurança. 
Em 787, Tassilão tenta obter o apoio do papa Adriano I, mas a favor da Igreja alia-se aos Francos. Carlos Magno então levanta três exércitos para subjugar o duque rebelde: Tassilão, forçado a fazê-lo, renovou o seu juramento em Lechfeld, perto de Augsburg, em 3 de outubro de 787.
De volta à sua capital, Ratisbona, Tassilão retoma as suas intrigas, provavelmente sob a influência de sua esposa, Liutberga. Em particular, ele negocia com os Ávaros, os inimigos dos Francos, mas o partido da aristocracia favorável a Carlos faz prevenir este último.
Na reunião de 788 no palácio imperial de Ingelheim, Tassilão é forçado a confessar e reconhecer todos os seus crimes e é condenado à morte. No entanto, por causa de seu parentesco, Carlos Magno o agracia, exigindo em troca que ele se torne um monge, assim como os membros de sua família. Tassilão entra na Abadia de Jumièges, bem como seu filho Teodão, Liutberga e seu outro filho Tiberto, são colocados em outros mosteiros.
Carlos Magno mata os Bávaros rebeldes e põe à frente do exército um prefeito na pessoa de seu cunhado, Geraldo. A função do duque da Baviera é excluir, substituir a carga por vários condes.
Em 794, Tassilão é levado ao conselho de Frankfurt, onde Carlos Magno o faz renunciar a todo o poder publicamente. A Baviera, como a Caríntia, são oficialmente anexadas ao reino dos Francos, e colocados diretamente sob a autoridade real.